# Jože Primožič
Josip „Jože” Primožič (ur. 7 lutego 1900 w Lublanie, zm. 18 sierpnia 1985 w Mariborze) – jugosłowiański gimnastyk, medalista olimpijski z Amsterdamu.
Trzykrotnie reprezentował swój kraj na igrzyskach olimpijskich: w 1924 w Paryżu, w 1928 w Amsterdamie i 1936 w Berlinie.